# Sucedáneo del chocolate

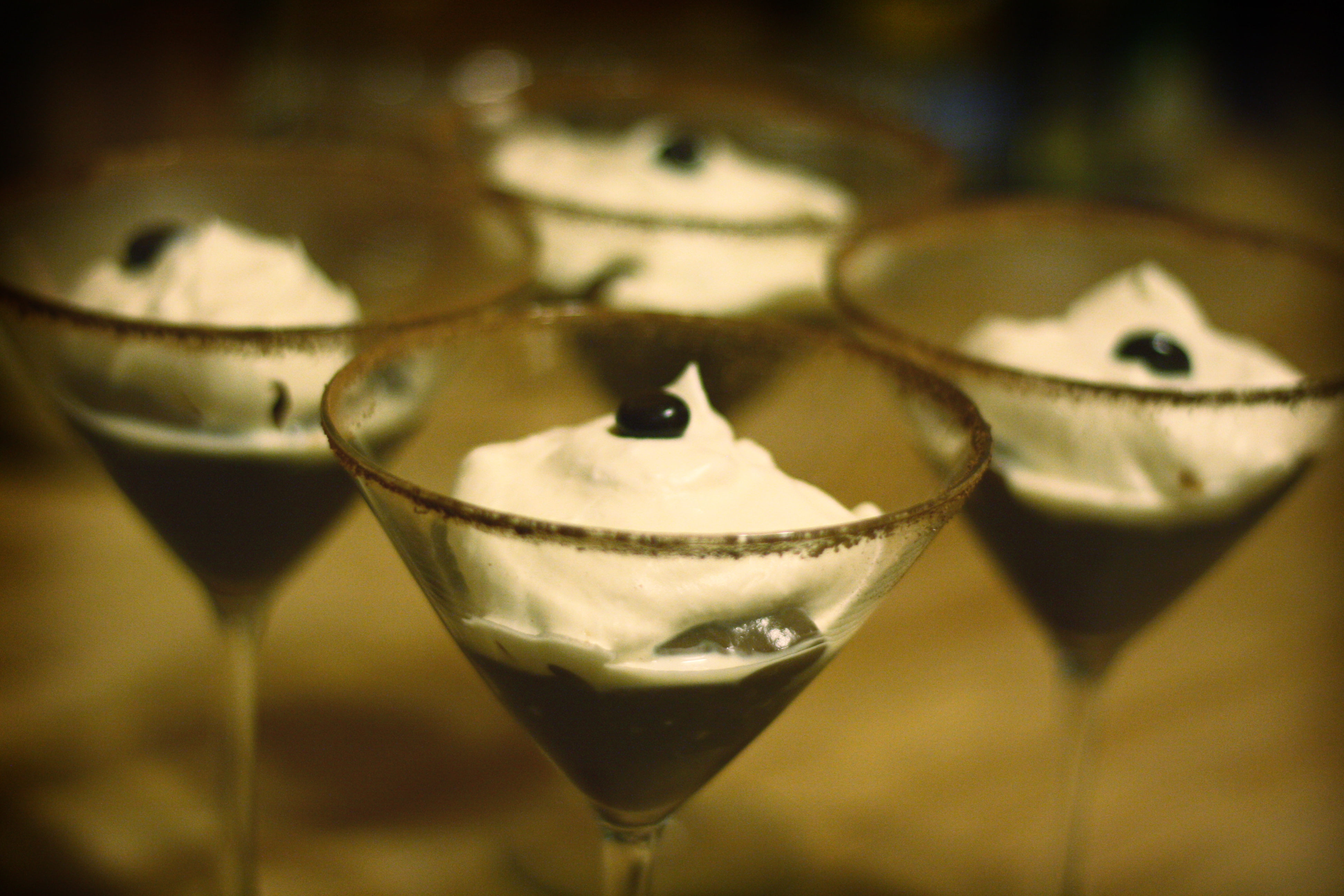
Los sucedáneos del chocolate a veces se muestran en formatos de alimentos procesados.

Los sucedáneos del chocolate son aquellos preparados que mediante formatos o moldeados especiales, son susceptibles por su presentación, de ser confundidos con el chocolate. Los sucedáneos del chocolate cumplen los requisitos establecidos para los productos de cacao y chocolate destinados a la alimentación humana, excepto en que la manteca de cacao ha sido sustituida total o parcialmente por otras grasas vegetales comestibles. Es de obligado cumplimiento que se indique en las etiquetas de los substitutos.